# Yules Index
Yules Index ist ein statistischer Messwert, der die Uniformität oder Diversität des Wortschatzes bestimmt. Er wurde vom schottischen Statistiker George Udny Yule entwickelt und misst die Wahrscheinlichkeit, mit der zwei zufällig ausgewählte Wörter eines Textes identisch sind – und zwar weitgehend unabhängig vom Umfang des Textes. Diesen Index hat Herdan aufgegriffen und weiterentwickelt.

## Quelle
- George Udney Yule: The Statistical Study of Literary Vocabulary. MIT Press, Cambridge, Mass. 1944.